# Кімната 40

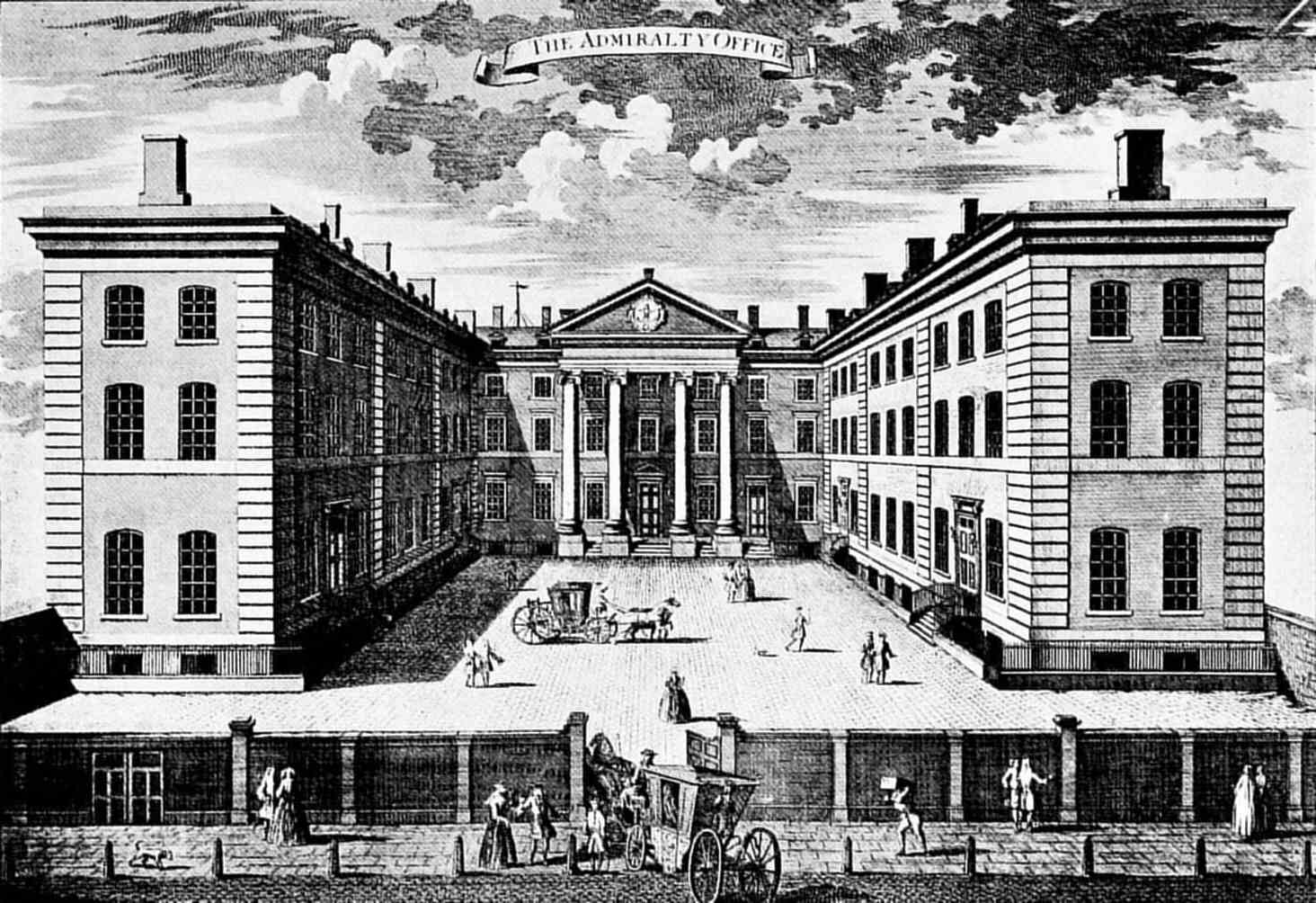
Адміралтейство в Вайтхоллі, збудоване у 1726 році. Кімната 40 розташовувалася на першому поверсі в північному крилі.

Кімната 40 (англ. Room 40) — підрозділ Британського Адміралтейства, який був провідним криптографічним органом Великої Британії під час Першої світової війни. Був сформований в жовтні 1914 року, незабаром після початку Першої світової війни. Адмірал Олівер, Директор Управління військово-морської розвідки, передавав перехоплені повідомлення із німецької радіостанції в Науені, недалеко від Берліна, Директору навчального командування військово-морських сил Альфреду Юінгу, який мав за хобі  побудову й декодування шифрів. Юінг вербував цивільних, таких, як Вільям Монтгомері, що був перекладачем теологічних німецьких робіт, і Найджел де Грі (власник газети).
Більшість операцій Кімнати 40 було зосереджена на німецької основі морської кодової книги, Signalbuch der Kaiserlichen Marine (SKM), і на картах, які містили закодовані квадрати, що російські союзники британців передавали в Адміралтейство. Росіяни дістали ці матеріали з німецького крейсера «Магдебург», коли він сів на мілину недалеко від естонського узбережжя 26 серпня 1914 року. Росіяни відновили дві з чотирьох копій наявних на крейсері; одну вони залишили собі, а іншу — передали британцям.
У жовтні 1914 року британці також отримали Handelsschiffsverkehrsbuch, що належав військово-морським силам Німеччини. Це кодова книга, яку використовували німецькі морські кораблі, торгові судна, дирижаблі та підводні човни (U-кораблі): 11 жовтня Королівський австралійський флот отримав копію цієї книги з німецько-австралійського пароплава Хобарт.  30 листопада британський траулер зачепив сітями й підійняв сейф із затонулого німецького есмінця S-119, в якому був знайдений Verkehrsbuch, код, використаний німцями для комунікації з німецькими аташе, посольствами і військовими кораблями за кордоном.
У березні 1915 року британський загін конфіскував багаж Вільгельма Вассмусса, німецького агента, який перебував у Персії. Багаж був доставлений в нерозкритому стані в Лондон, де Директор Управління військово-морської розвідки, Адмірал Вільям Реджинальд Голл виявив, що в багажі міститься німецька кодова дипломатична книга, Code No. 13040.
Діяльність Кімнати 40 була піддана ризику через претензії Адміралтейства, яке стверджувало, що там інформацію інтерпретують по-своєму. Радистам Кімнати 40 дозволялося розшифровувати, але не інтерпретувати отриману інформацію.
За свою історію співробітники «Кімнати 40» розшифрували близько 15 000 німецьких повідомлень. Відділу надавалися копії всіх перехоплених комунікаційних повідомлень, включаючи повідомлення телеграфу і радіо. До травня 1917 року відділом керував Альфред Юінг, пізніше управління перейшло адміралу Вільяму Голлу.

## Формування

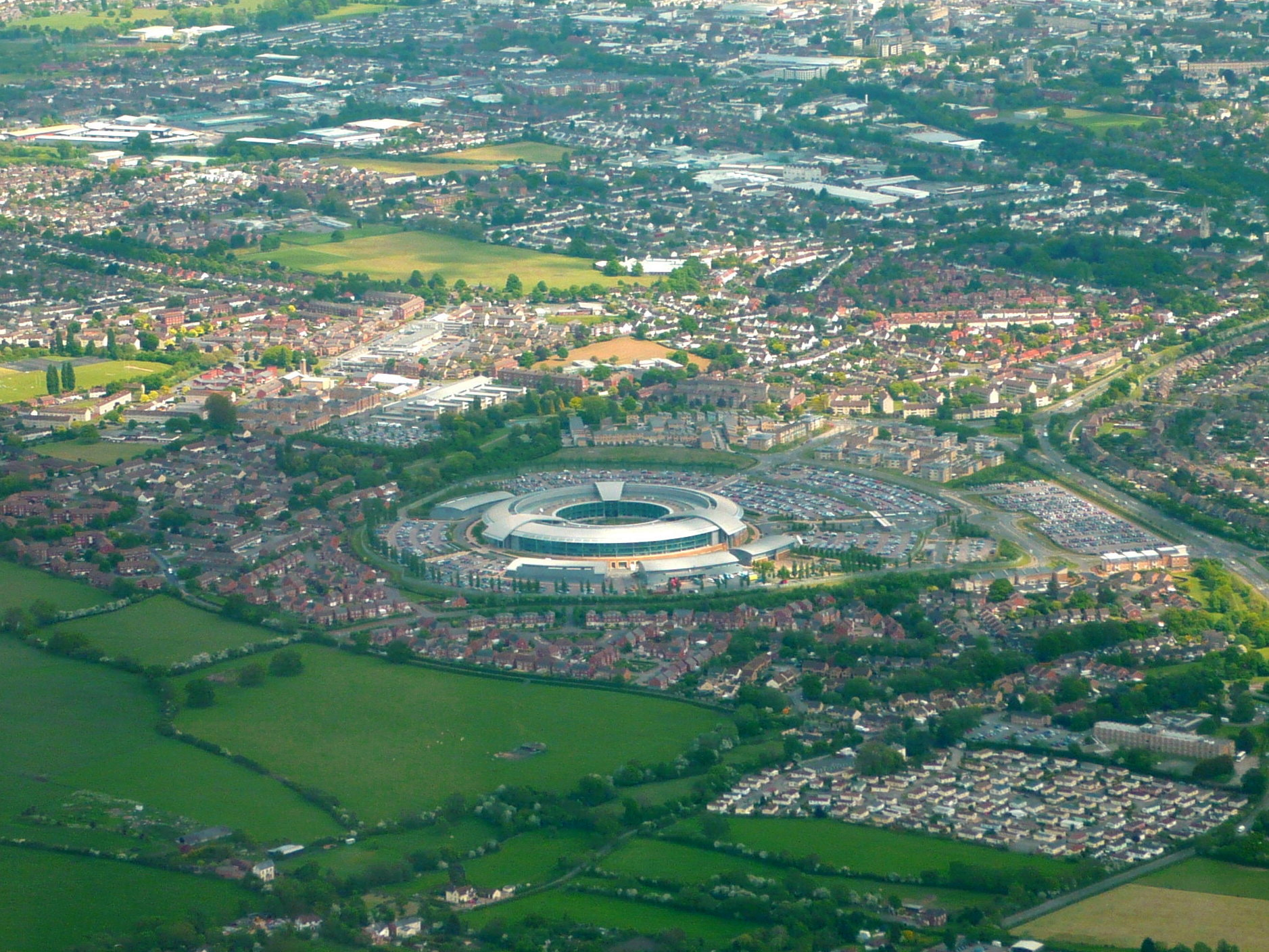
Центр урядового зв'язку (GCHQ) в Челтнеме.

У 1911 році відділ Комітету оборони Імперії з комунікацій уклав, що в разі війни з Німеччиною німецькі підводні шляхи сполучення повинні бути знищені. В ніч з 3 на 4 серпня 1914 року кабельне судно «Алерт» визначило місцезнаходження та обрізало п'ять трансатлантичних кабелів Німеччини, які досягали Ла-Маншу. Внаслідок цього збільшилася кількість повідомлень, переданих по радіо. Тепер вони могли бути тільки перехоплені, а щоб приховати значення повідомлень використовувалися коди й шифри. Але ні у Великій Британії, ні в Німеччині не було організацій, здатних розшифровувати та інтерпретувати повідомлення. На початку війни в британського флоту була тільки одна бездротова станція для перехоплення повідомлень в Стоктоні. 
Перехоплені повідомлення відправляли до розвідувального відділу Адміралтейства, але ніхто не знав, що з ними робити. Контр-адмірал Генрі Олівер   був призначений Директором Управління військово-морської розвідки  в 1913 році. В серпні 1914 року його відділ був повністю зайнятий через війни, ні в кого не було досвіду злому шифрів. Тому він звернувся до одного, сера Альфреда Юінга, Директора навчального командування військово-морських сил (DNE), який до цього був викладачем інженерної справи з пізнаннями в радіотехніці і, як вважав Вільям, мав захоплення шифрами. Було очевидно, що освіта не буде в пріоритетах під час кількох місяців війни, тому Юінга попросили зібрати групу для розшифрування повідомлень. Він звернувся до працівників військово-морських коледжів Осборна і Дартмута. Алістер Денністон викладав німецьку мову, потім став заступником керівника Кімнати 40, пізніше отримав пост керівника організації — наступника Кімнати 40, Урядової школи кодування і шифрування (англ. Government Code and Cypher School), і Блетчлі-Парку (англ. Bletchley Park) — подібної організації у Другій світовій війні. Інші працювали на Кімнату 40 тимчасово. Серед них був Чарльз Годфрі, директор Осборна (чий брат пізніше став головою військово-морської розвідки під час Другої Світової війни), два військово-морських інструктора, Періш і Кертіс, а також вчений і математик професор Гендерсон з Гринвіцького військово-морського училища. Волонтери були змушені працювати над декодируванням шифру, поряд зі своїми повсякденними справами, вся організація працювала в звичайному офісі Юінга. Зломщикам доводилося ховатися в офісі його секретаря. Ще двоє рекрутів були Н. Д. Нортон, який працював у Міністерстві закордонних справ, і Річард Гершел (лінгвіст, експерт з Персії і випускник Оксфорда). Ніхто з новобранців не розбирався у зломі коду й були найняті за знання німецької мови. Само собою, вони могли зберігати секрети.
Схожа організація почала свою роботу у відділі військової розвідки і отримала назву MI1b. Полковник Макдона запропонував двом організаціям працювати разом. Був досягнутий невеликий успіх у цій ідеї, крім як колекціонування та систематизації повідомлень, до того моменту, як французи отримали копії німецьких військових шифрів. Обидві організації працювали паралельно, розшифровуючи повідомлення щодо Західного фронту. Друг Юінга, баріста на ім'я Рассел Кларк, і його друг, полковник Гиппіслі, розповіли Юингу, що вони перехоплювали німецькі повідомлення. Юінг організував їм роботу на станції берегової охорони в Ханстентоні, Норфолк. Пізніше там до них приєднався ще один волонтер Леслі Ламберт (пізніше прославився як ведучий BBC під псевдонімом А. Дж. Алан). Станція берегової охорони Ханстентон в Норфолці і Стоктоні складали центральний підрозділ із перехоплення повідомлень, разом з приватними станціями поштового відділення Компанії Марконі. Наприкінці вересня викладачі- добровольці повернулися до своїх основних обов'язків за винятком Денністона, але крім способів розшифровки німецьких військово-морських сполучень іншої роботи було небагато.

### Втрата «Маґдебурґа» і захоплення шифрувальної книги SKM

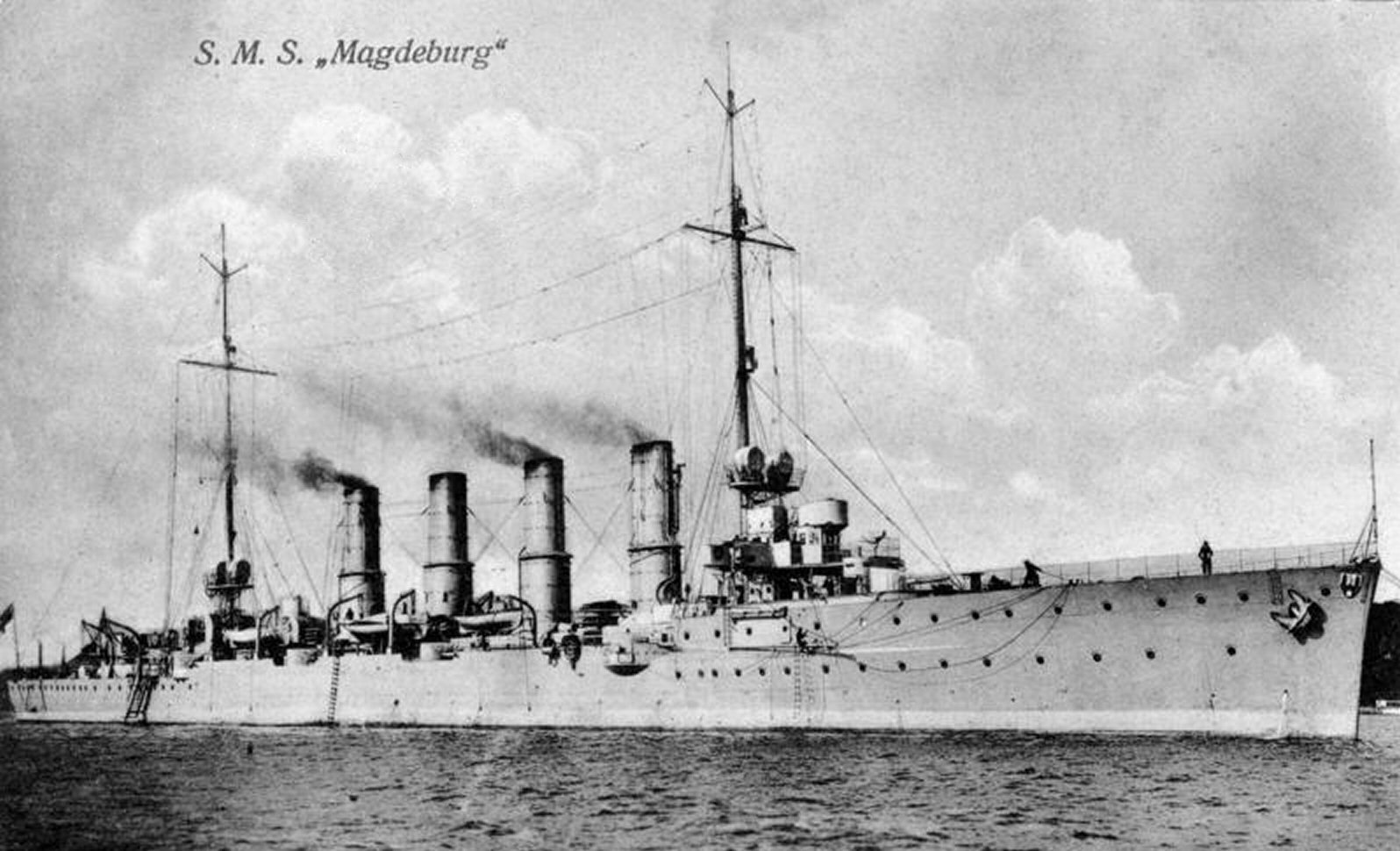
«Магдебург»

У 1914 році Росія передала Великій Британії «Книгу сигналів імператорського флоту» (Signalbuch der Kaiserlich Marine, SKM), захоплену російськими моряками на німецькому крейсері «Маґдебурґ». Наприкінці серпня 1914 року два легких крейсера, «Маґдебурґ» і «Аусбурґ», та група есмінців проводили розвідку Фінської затоки. У якийсь момент кораблі розділилися в тумані, після чого «Маґдебурґ» сів на мілину біля острова Оденсгольм, зараз — о. Осмусаар, поблизу північного узбережжя сучасної Естонії. Німці не змогли зняти крейсер із мілини, і команду взяв на борт есмінець SMS V26. Командир крейсера капітан третього рангу Габеніхт (нім. Richard Habenicht) готувався підірвати судно після евакуації команди, однак туман почав розсіюватися і поблизу «Маґдебурґа» були виявлені два російські крейсера «Паллада» і «Боґатирь», які після зближення відкрили вогонь. Перш ніж секретні документи могли бути передані на есмінець або належним чином знищені, вся команда «Маґдебурґа» була захоплена росіянами. Одна з шифрувальних книг була знайдена на крейсері, друга була піднята водолазами з морського дна разом із іншими документами й поточним шифрувальним ключем. Один з примірників захопленої книги було вирішено передати британським союзникам. 13 жовтня вона була доставлена британським військовим судном в Адміралтейство й була вручено персонально Першому Лорду Адміралтейства В. Черчиллю. Пізніше він передав її контр-адміралу Оліверу.
SKM сама по собі як засіб для розшифровки повідомлень була неповна, оскільки повідомлення зазвичай і зашифровувалися, і кодувалися. К. Дж. Е. Роттер (англ. C. J. E. Rotter), німецький експерт військово-морського розвідувального відділу, отримав завдання з допомогою шифрувальної книги SKM інтерпретувати перехоплені повідомлення, більшість яких виходили безглуздими при розшифровці. Пізніше шифр був зламаний, фактично двічі, оскільки він був змінений за кілька днів, і процедура інтерпретації повідомлень була визначена. Шифрування було простою таблицею заміни однієї літери іншою у всіх повідомленнях.
Перехоплені повідомлення виявилися зведеннями розвідки про місцезнаходження союзних кораблів. Було помічено, що подібні закодовані повідомлення передавалися на короткій хвилі й не перехоплювалися через нестачу приймачів. Було наказано контролювати короткохвильові передачі. Результатом була інформація про рух німецького флоту.
SKM була кодом, звичайно використовуваним німецьким флотом під час важливих дій. Вона була отримана з звичайних сигнальних книг, використовуваних і британськими та німецькими флотами, у яких були тисячі зумовлених інструкцій, які для передачі між судами могли бути представлені простими комбінаціями сигнальних прапорів або спалахів лампи. Було 34 300 інструкцій, кожна з яких представлялася різною групою із трьох букв.

### Пароплав «Гобарт» і захоплення шифрувальної книги HVB
Другий важливий код, що використовується німецьким флотом, був захоплений у самому початку війни в Австралії. Німецько-американський пароплав «Гобарт» (англ. Hobart) було захоплено близько Мельбурна 11 серпня 1914 року. В шифрувальній книзі Handelsverkehrsbuch (HVB) містився код, що використовується німецьким флотом, для спілкування із його торговими судами.
HVB була спочатку випущена в 1913 році для військових кораблів з радіозв'язком, для військово-морського командування і прибережних станцій. Також була роздана головним офісам вісімнадцяти німецьких пароплавств для видачі їх власним суднам із радіозв'язком. Код використовував 450 000 можливих перестановок із чотирьох букв, які дозволяли альтернативні уявлення того ж самого значення, плюс додаткові десять букв, групувалися для використання у повідомленнях. Код використовувався переважно легкими силами, такими як патрульні судна, і підводні човни, але з складнішим ключем. Однак їх тривале знаходження в морі означало, що код змінювався, поки вони були відсутні, і досить часто повідомлення доводилося повторювати, використовуючи старий ключ, даючи безпосередню інформацію про нові ключі.

### Втрата німецького есмінця S119 і захоплення шифрувальної книги VB
Третя шифрувальна книга була отримана після затоплення німецького есмінця S119 у битві біля острова Тексел (Battle off Texel). 17 жовтня крейсеру «Безстрашний» (Undaunted), разом з чотирма есмінцями Ланс (Lance), Леннокс (Lennox), Легіон (Legion) і Лоял (Loyal), було наказано перехопити чотири німецьких есмінця (S115, S117, S118, і S119), що рухалися з півдня Текселя, щоб встановити міни. Німецькі суда були переможені, і після короткого бою були затоплені. Командувач S119 кинув за борт всі секретні документи. 30 листопада ящик з цими документами був виявлений британським траулером і відправлений у Кімнату 40. Він містив копію Verkehrsbuch (VB) — шифрувальної книги, зазвичай використовуваної Адміралами німецького флоту.
Код складався з 100 000 груп із 5 цифр, кожна з особливим значенням. Він був призначений для використання в телеграмах, направлених за кордон на військові кораблі і військово-морським аташе, посольствам та консульствам. Його найбільша важливість під час війни полягала в тому, що він дозволяв зв'язуватися військово-морським аташе в Берліні, Мадриді, Вашингтоні, Буенос-Айресі, Пекіні.

## Внутрішня організація Кімнати 40
На початку листопада Капітан Вільям Реджинальд Гол (Reginald Hall) був призначений новим Директором Розвідувального підрозділу (Director of the Intelligence Division), замінивши Олівера. Як тільки нова організація почала розвиватися і показувати результати, стало необхідним помістити її на формальнішу основу. 6 листопада 1914 року організація переїхала з офісу Юінга (Alfred Ewing) в Кімнату 40 в стару будівлю Адміралтейства.

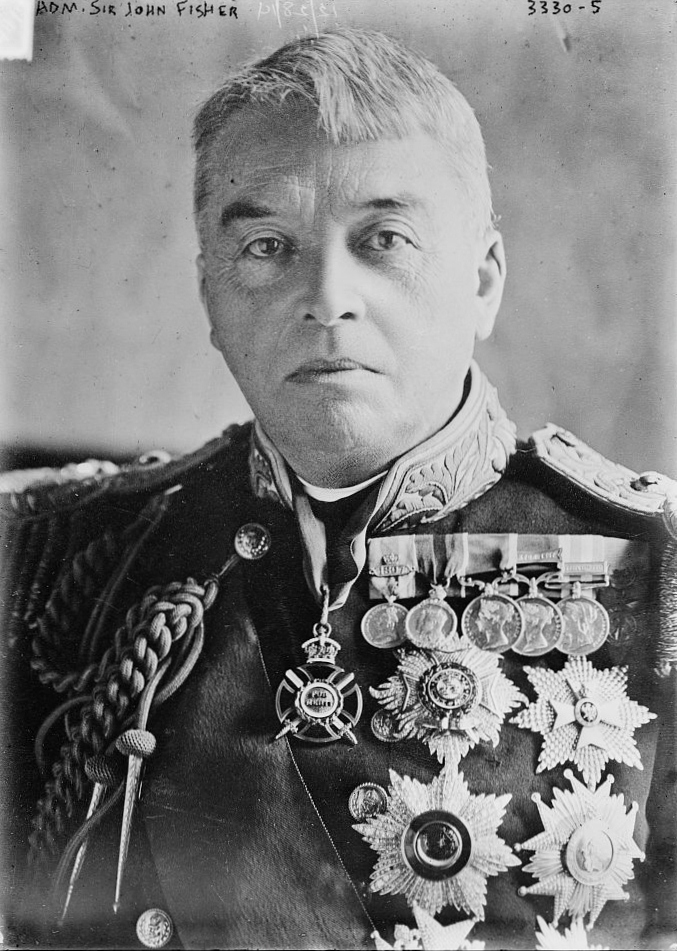
Джон Фішер, 1915 рік

Всі отримані і розшифровані повідомлення повинні були зберігатися в абсолютному секреті, їх копії передавалися тільки начальнику штабу та директору Розвідки. Було вирішено, щоб хтось із відділу розвідки повинен бути призначений для розгляду повідомлень та їх інтерпретації з точки зору загальновідомої інформації. Для цієї роботи вибрали Герберта Хоупа (англ. Herbert Hope), який раніше працював над маршрутами руху ворожих суден. Хоуп спробував зрозуміти повідомлення, які йому дали зробити корисні спостереження, але без загальнішого доступу до раніше отриманої інформації, його нотатки були марні. Він повідомив Холу, що потребує більшої інформації. 16 листопада, після зустрічі з Фішером (голова військово-морських сил Великої Британії), Хоупу надали повний доступ до інформації разом з інструкціями передавати двічі на день звіти Фішеру.
Частиною обов'язків Хоупа стало вирішувати, які з повідомлень були незначні й повинні бути тільки зареєстровані, а які потрібно передати вище. У німецького флоту було заведено кожен день по радіоканалу передавати точне положення кожного судна і надавати регулярні звіти про пересування в морі. Таким чином, була можливість створити точну картину дій Німецького флоту, виходячи з їх маршрутів зрозуміти, де знаходяться мінні поля і безпечні шляхи. Більша частина цієї інформації, однак, не виходила за межі Кімнати 40 і кількох старших членів адміралтейства, оскільки здібності Британського Штабу прочитаним німецьким повідомленням було присвоєно величезний пріоритет секретності. Ніякі повідомлення, оброблені Кімнатою 40, не могли бути відіслані без особистого схвалення Олівера (за винятком деяких схвалених Першим лордом або Лордом Адміралтейства). Члени кімнати 40 розуміли, що дешифрована ними інформація не використовувалася повною мірою через надзвичайні таємниці і заборони обмінюватися інформацією з іншими відділами розвідки.

## Перехоплення сигналу і пеленгація
І британські, і німецькі служби перехоплення почали експериментувати з радіобладнанням пеленгації на початку 1915 року. Капітан Раунд (англ. Round), що працював на Марконі, проводив експерименти для армії у Франції, і Хол наказав йому побудувати систему пеленгації для флоту. Перша така станція була в Лоустофті, пізніше були побудовані станції в Леруїці, Абердині, Йорку, Фламборо-Хеде і Бірхінгтоні, й до травня 1915 адміралтейство могло відстежувати німецькі субмарини, що перетинають Північне море. Деякі з цих станцій працювали в режимі збору німецьких повідомлень, в Кімнаті 40 була створена нова секція для визначення місця розташування судів з розшифрованим повідомленнями.
У кімнати 40 була дуже точна інформація про положеннях німецьких судів, але пріоритетом адміралтейства залишалася секретність. З червня 1915 регулярні розвідувальні зведення про положення судів перестали передаватися всім адміралам, і спрямовувалися безпосередньо до Джелліко, командувача Британським Флотом (Гранд-Фліт). Точно так само він був єдиною людиною, який отримував точні карти німецьких мінних полів, підготовлені Кімнатою 40. Всі судна діяли згідно з інструкціями використовувати радіо настільки рідко, наскільки можливо, на самій низькій потужності. Кімната 40 отримала величезну вигоду з вільної передачі повідомлень між німецькими судами (що дало британцям багато внутрішніх повідомлень для порівняння та аналізу), а також звички німців передавати завжди на повній потужності (що полегшувало перехоплення повідомлень). Німецьким флотом до 1917 р. не було зроблено ніяких спроб обмежити використання радіозв'язку, а пізніше це було зроблено тільки у відповідь на використання британцями пеленгації, але не тому, що вони вважали, що повідомлення розшифровувалися.

## Телеграма Циммермана

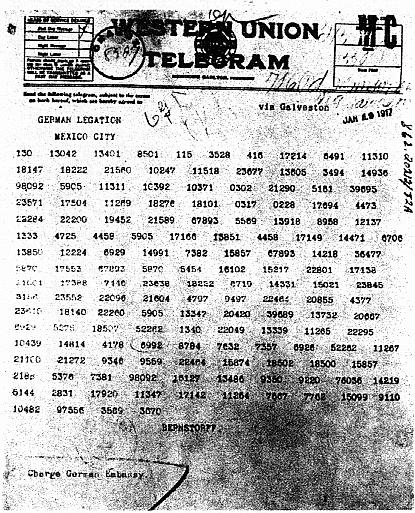
Фотокопія телеграми Циммермана

Кімната 40 відігравала важливу роль у кількох морських боях під час війни, особливо у виявленні німецьких дій в Північному Морі, що призвело до бою біля Доггер-банці (1915) і Ютландскій битві (1916), коли британський флот був висланий для перехоплення німецьких кораблів. Однак найбільш суттєвим внеском була розшифровка Телеграми Циммермана, повідомлення з німецького Міністерства закордонних справ, переданого в 1917 році через Вашингтон послу Німеччини в Мексиці Генріху фон Экардту (Heinrich von Eckardt). Це перехоплення стало можливий через кілька годин після того, як велика Британія вступила у війну. Кабельне судно «Алерт» (яке часто помилково приймають за Телконію) віддалилося від німецького узбережжя і перерізало п'ять телеграфних проводів, забезпечували зв'язок Німеччини з Іспанією, Тенеріфе і Нью-Йорком.
У відкритому тексті повідомлення Найджкл де Грі  і Вільям Монтгомері виявили, що німецький Міністр закордонних справ Артур Циммерман пропонує Мексиці території США — Аризону, Нью-Мексико і Техас, натомість Мексика повинна була приєднатися до війни в якості німецького союзника. Повідомлення передав в США капітан Хол, була розроблена схема (включала невідомого агента в Мексиці і крадіжку), щоб приховати те, як був отримано відкритий текст, і те, як США отримали копію. Повідомлення було оприлюднено Сполученими Штатами, які оголосили війну Німеччині 6 квітня 1917 року.

## Злиття з Військовою розвідкою (MI)
У 1919 році Кімната 40 була розформована і на її базі, а також базі криптографічного підрозділу британської розвідки армії MI1b була сформована Урядова школа кодування і шифрування (GC&CS), яка під час Другої світової війни розміщувалася в Блетчлі-Парку. Згодом вона стала незалежною від військової розвідки службою радіоелектронної розвідки, в 1946 році перейменована в Центр урядового зв'язку (англ. Government Communications Headquarters, GCHQ) і в 1951—1952 роках переміщена в Челтнем.